# Rhicnocoelia orsippus
Rhicnocoelia orsippus is een vliesvleugelig insect uit de familie Pteromalidae. De wetenschappelijke naam is voor het eerst geldig gepubliceerd in 1839 door Walker.